# Psalistops venadensis
Psalistops venadensis is een spinnensoort uit de familie Barychelidae. De soort komt voor in Costa Rica.